# Șeliuhî, Iakîmivka
Șeliuhî (în ucraineană Шелюги) este localitatea de reședință a comunei Șeliuhî din raionul Iakîmivka, regiunea Zaporijjea, Ucraina.

## Demografie
Componența lingvistică a localității Șeliuhî
     Ucraineană (81,5%)
     Rusă (17,91%)
Conform recensământului din 2001, majoritatea populației localității Șeliuhî era vorbitoare de ucraineană (81,5%), existând în minoritate și vorbitori de rusă (17,91%).